# مرض أولريخ
مرض أولريخ (بالإنجليزية: Ullrich disease)‏ هو مرضٌ جينيٌ نسيجيٌ بينيٌ خارج الخلية يُصيب الجلد، ويتيمز بجلدٍ مُنتفخ.